# حزب سوريا المستقبل

حزب سوريا المستقبل هو حزب سياسي سوري تأسس في 27 مارس 2018 في مدينة الرقة شمال شرق سوريا. يهدف الحزب إلى بناء دولة ديمقراطية تعددية لا مركزية، تمثل جميع مكونات الشعب السوري، وتسعى لتحقيق التعايش السلمي بين مختلف الأطياف والإثنيات. 

## التأسيس والخلفية
تم الإعلان عن تأسيس حزب سوريا المستقبل في مؤتمر حضره ممثلون عن مختلف المناطق السورية، خصوصًا المناطق الواقعة تحت سيطرة الإدارة الذاتية لشمال وشرق سوريا. جاء تأسيس الحزب استجابة للتحديات التي تواجه سوريا بعد سنوات من الحرب، وسعيًا لإيجاد حل سياسي للأزمة السورية بعيدًا عن التدخلات الخارجية.

## الأيديولوجيا والأهداف
يتبنى الحزب مبادئ الديمقراطية، العلمانية، التعددية، والمساواة بين جميع مكونات المجتمع السوري، بما في ذلك العرب، الكرد، السريان، الأرمن، وغيرهم.
أهداف الحزب الرئيسية تشمل:
- تعزيز نظام اللامركزية الديمقراطية.
- دعم الحقوق المتساوية بين الرجال والنساء.
- بناء سوريا موحدة تخلو من أي تمييز عرقي أو طائفي.
- دعم الحوار بين الأطراف السورية لإيجاد حل شامل ودائم للأزمة.

## الهيكل التنظيمي
يتكون الحزب من مجلس سياسي يضم ممثلين عن مختلف المناطق السورية ومكونات المجتمع. يتم انتخاب القيادات بشكل دوري من خلال المؤتمرات العامة. كما أن للحزب فروعًا في مختلف المدن والمناطق التي تسيطر عليها الإدارة الذاتية لشمال وشرق سوريا. هفرين خلف كانت من اهم شخصيات الحزب قبل اغتيالها وتصفيتها من قبل فصيل احرار الشرقية عام 2018 على طريق ال M4. 

#### النشاط السياسي
يشارك حزب سوريا المستقبل في الإدارة الذاتية لشمال وشرق سوريا، وله دور في صياغة السياسات المحلية في المناطق الخاضعة لسيطرة قوات سوريا الديمقراطية (قسد). يعمل الحزب على تعزيز التعاون بين المكونات المختلفة من خلال تنظيم الفعاليات السياسية والثقافية التي تهدف إلى تعزيز التعايش السلمي.

## المواقف السياسية
يدعو الحزب إلى:
1. حل الأزمة السورية سلميًا من خلال الحوار السوري-السوري.
2. رفض التدخلات العسكرية الأجنبية في سوريا.
3. مكافحة التطرف والإرهاب بجميع أشكاله.
4. دعم مشاريع التنمية وإعادة الإعمار في المناطق المحررة من سيطرة تنظيم داعش.

## القيادة
منذ تأسيسه، قاد الحزب شخصيات بارزة مثل هفرين خلف، التي كانت واحدة من القيادات النسائية البارزة قبل اغتيالها في أكتوبر 2019، في حادث أثار استنكارًا دوليًا واسعًا. خلف اغتيالها أثراً كبيراً على الحزب الذي واصل نشاطه في ظل قيادات جديدة.

### المستقبل والطموحات
يسعى حزب سوريا المستقبل إلى أن يكون لاعبًا رئيسيًا في صياغة مستقبل سوريا، مستندًا إلى رؤيته المتمثلة في بناء دولة مدنية ديمقراطية تعددية تحترم حقوق الإنسان وتضمن مشاركة جميع المكونات في إدارة البلاد.
- عن أهداف الحزب: "يتبنى الحزب مبادئ الديمقراطية، العلمانية، التعددية، والمساواة بين جميع مكونات المجتمع السوري، بما في ذلك العرب، الكرد، السريان، الأرمن، وغيرهم."
- حول التأسيس: "تم الإعلان عن تأسيس حزب سوريا المستقبل في مؤتمر حضره ممثلون عن مختلف المناطق السورية، خصوصًا المناطق الواقعة تحت سيطرة الإدارة الذاتية لشمال وشرق سوريا."
- عن النشاط السياسي: "يشارك حزب سوريا المستقبل في الإدارة الذاتية لشمال وشرق سوريا، وله دور في صياغة السياسات المحلية في المناطق الخاضعة لسيطرة قوات سوريا الديمقراطية (قسد)."
- حول التحديات: "واجه حزب سوريا المستقبل انتقادات من بعض الأطراف السورية التي ترى أنه مرتبط بالإدارة الذاتية وقوات سوريا الديمقراطية. ومع ذلك، يؤكد الحزب أنه يمثل تطلعات جميع السوريين دون تمييز."
- عن الرؤية المستقبلية:
- "يسعى حزب سوريا المستقبل إلى أن يكون لاعبًا رئيسيًا في صياغة مستقبل سوريا، مستندًا إلى رؤيته المتمثلة في بناء دولة مدنية ديمقراطية تعددية تحترم حقوق الإنسان." [3]

روابط خارجية
- الموقع الرسمي لحزب سوريا المستقبل

انظر أيضًا
- الإدارة الذاتية لشمال وشرق سوريا
- قوات سوريا الديمقراطية
- الأزمة السورية